# Ludgate Hill

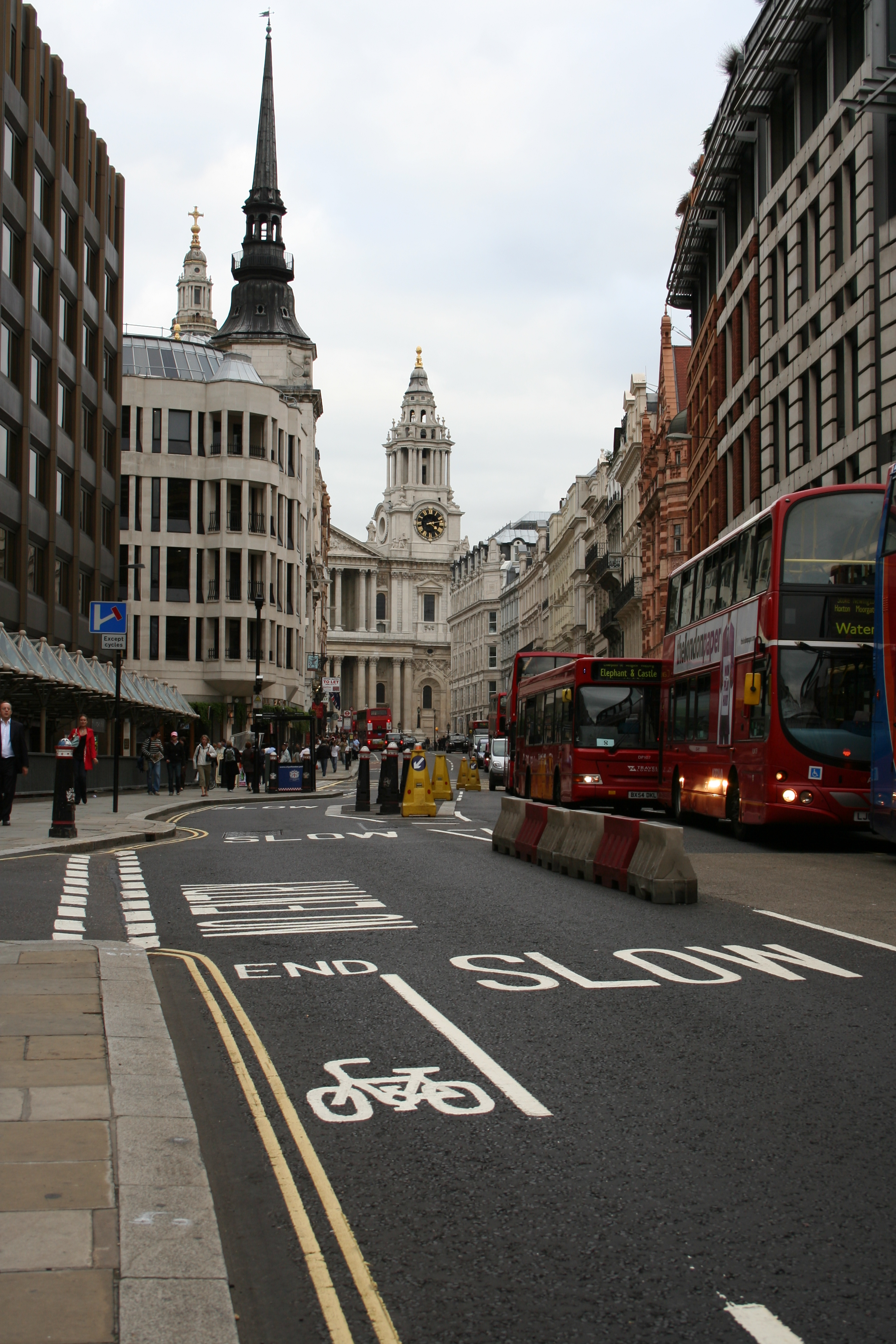
Ludgate Hill con sullo sfondo la Cattedrale di St Paul's

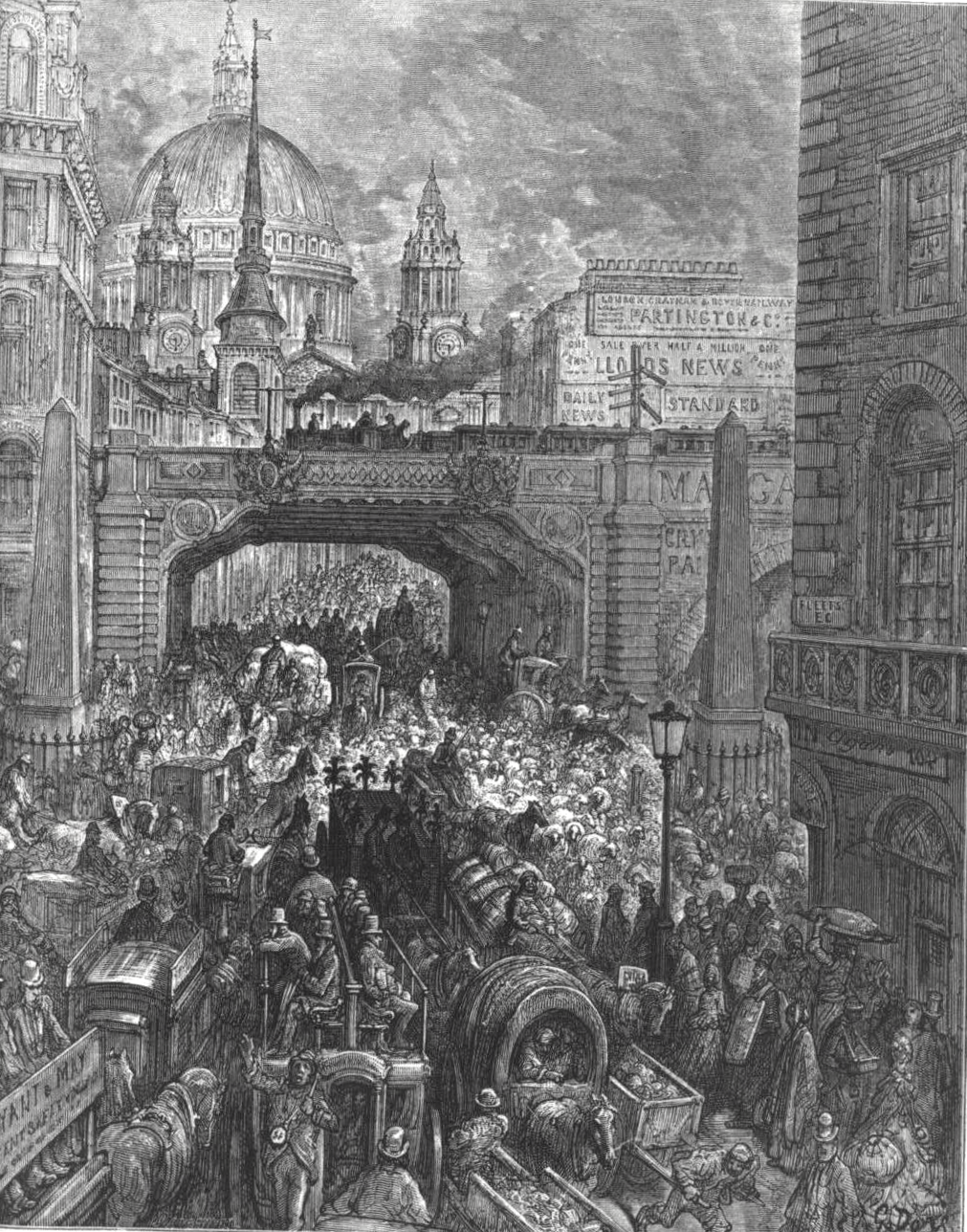
Ludgate Hill - Un blocco stradale di Gustave Doré (1872)

Ludgate Hill è una collina sita nella Città di Londra, vicina alla vecchia Ludgate, un'antica porta del London Wall demolita nel 1780.

## Descrizione
Ludgate Hill è il luogo in cui è ubicata la Cattedrale di San Paolo, che tradizionalmente sembra sia stata costruita sulle rovine di un tempio romano dedicato alla dea Diana. Essa è una delle tre antiche colline di Londra, assieme a Tower Hill ed a Cornhill.
Ludgate Hill è anche una strada che corre ad ovest da St. Paul's Churchyard a Ludgate Circus e da qui prende il nome di Fleet Street. Era in precedenza una strada molto stretta chiamata Ludgate Street.
Il leggendario Re Lud è uno dei tradizionali mitici fondatori della Città di Londra. Caer-Ludd, nel I secolo a.C., London deriverebbe da Ludd-deen o Valle di Lud. St. Paul's è situata sulla sommità di Ludgate Hill, il supposto insediamento di Lud.